# A Million Voices
«A Million Voices» (рус. Миллион голосов) — песня, исполненная российской певицей Полиной Гагариной в музыкальном конкурсе «Евровидение 2015» от России. Создана Габриэлем Аларесом (Швеция), Иоакимом Бьёрнбергом (Швеция), Катриной Нурберген (Германия), Леонидом Гуткиным и Владимиром Матецким (Россия).

## Информация о песне
Песня «A Million Voices» была заявлена в качестве участницы на «Евровидении 2015» 15 марта 2015 года. 12 апреля Гагарина исполнила её на «Венском вечере» в Москве.
Заняв с песней 1-е место в первом полуфинале 19 мая, Полина Гагарина вышла в финал конкурса. Букмекеры подняли шансы на победу с четвёртого на второе место. В итоге в финале «Евровидения» Полина Гагарина заняла 2-е место, набрав 303 балла.

### Русскоязычная версия
14 июля 2015 года в эфире Русского радио была представлена версия песни на русском языке под названием «Нас миллионы».

## Видеоклип
Видеоклип песни был презентован 15 марта 2015 года. В этот же день он был опубликован на официальном канале конкурса на сайте «YouTube». На 1 августа 2015 года его посмотрели более 14 млн человек, что сделало клип лидером просмотров среди всех участников «Евровидения 2015».
В съёмках клипа принимали участие 25 человек. Это дети, взрослые и пожилые люди разных рас и национальностей, говорящих на различных языках, но по замыслу сюжета всех этих людей объединяет другой язык — любовь.

## Список композиций
| №  | Название           | Длительность |
| -- | ------------------ | ------------ |
| 1. | «A Million Voices» | 3:05         |

## Позиции в чартах
| Страна                                     | Высшая позиция |
| ------------------------------------------ | -------------- |
| Австралия (ARIA)                           | 79             |
| Австрия (Ö3 Austria Top 40)                | 10             |
| Бельгия/Фландрия (Ultratop 50)             | 22             |
| Бельгия/Валлония (Ultratop 50)             | 38             |
| Бельгия (Ultratip Flanders)                | 45             |
| СНГ (TopHit Airplay)                       | 1              |
| Финляндия (Suomen virallinen lista)        | 23             |
| Германия (Media Control Charts)            | 46             |
| Исландия (Tonlist)                         | 4              |
| Ирландия (IRMA)                            | 86             |
| Нидерланды (Mega Single Top 100)           | 99             |
| Турция (Turkish Music Charts)              | 76             |
| Шотландия (OCC Scotland)                   | 55             |
| Швеция (Sverigetopplistan)                 | 26             |
| Швейцария (Schweizer Hitparade)            | 39             |
| Великобритания (OCC UK Singles)            | 97             |
| Великобритания (UK Single Downloads Chart) | 61             |

| Страна                  | Высшая позиция |
| ----------------------- | -------------- |
| Worldwide (iTunes)      | 25             |
| Великобритания (iTunes) | 34             |
| Россия (iTunes)         | 1              |
| Австралия (iTunes)      | 54             |
| Белоруссия (iTunes)     | 1              |
| Кыргызстан (iTunes)     | 1              |
| Молдавия (iTunes)       | 2              |
| Казахстан (iTunes)      | 2              |
| Мальта (iTunes)         | 3              |
| Эстония (iTunes)        | 3              |
| Литва (iTunes)          | 5              |
| Швеция (iTunes)         | 6              |
| Туркменистан (iTunes)   | 7              |
| Дания (iTunes)          | 8              |
| Австрия (iTunes)        | 9              |
| Греция (iTunes)         | 10             |
| Польша (iTunes)         | 10             |
| Латвия (iTunes)         | 3              |
| Бельгия (iTunes)        | 15             |
| Нидерланды (iTunes)     | 18             |
| Ирландия (iTunes)       | 21             |
| Израиль (iTunes)        | 25             |
| Норвегия (iTunes)       | 25             |
| Испания (iTunes)        | 28             |
| Швейцария (iTunes)      | 29             |
| Азербайджан (iTunes)    | 4              |
| Армения (iTunes)        | 32             |
| Германия (iTunes)       | 34             |
| Люксембург (iTunes)     | 35             |
| Чехия (iTunes)          | 36             |
| Украина (iTunes)        | 39             |
| Узбекистан (iTunes)     | 42             |
| Кипр (iTunes)           | 43             |
| Финляндия (iTunes)      | 45             |
| Мозамбик (iTunes)       | 47             |
| Португалия (iTunes)     | 61             |
| Словения (iTunes)       | 80             |
| Италия (iTunes)         | 113            |
| Новая Зеландия (iTunes) | 122            |
| Таджикистан             | 2              |
| Франция                 | 154            |

## Кавер-версии
21 мая 2015 года представители Белоруссии на Евровидении 2012 группа «Litesound» представила кавер-версию песни «A Million Voices» и её видеоклип.

## Критика
- Валерий Меладзе назвал песню неплохой, однако она требует неоднократного прослушивания[37].
- Анастасия Приходько, представлявшая Россию на конкурсе «Евровидение 2009», негативно отозвалась о песне: «Очередная баллада, спекуляция, дети, ручки, старики, белое платье, нытьё и мольба о достойном месте в финале! Вот и всё! Не удивило, не интересно»[38].

## Успех
Австрийская и британская пресса сразу назвали песню фаворитом «Евровидения».
После финала конкурса и второго места песня уверенно стала подниматься в мировых музыкальных чартах. Так, в частности, «A Million Voices» достигла 25 строчки в мировом чарте iTunes, обогнав топовых мировых исполнителей и стала первой песней отечественного исполнителя, вошедшая в топ-50 мирового iTunes за всё время его существования.
Сингл также вошёл в топ-50 iTunes Великобритании. Это второй случай после группы «t.A.T.u.». Также «A Million Voices» возглавил отечественный iTunes чарт.
Полина Гагарина с песней «A Million Voices» стала первым русскоязычным исполнителем, попавшим в Австралийский iTunes чарт за всю историю его существования.
В июне 2015 года продажи сингла в Европе превысили 2 млн копий и Международная федерация производителей фонограмм объявила о присуждении ему «Золотого диска» в Швеции.